# 巴布揚卡
48°43′28″N 24°48′58″E / 48.72444°N 24.81611°E
巴布揚卡（烏克蘭語：Баб'янка），是烏克蘭的村落，位於該國西部伊萬諾-弗蘭科夫斯克州，由科洛梅亞區負責管轄，面積4.51平方公里，2013年人口1,325，人口密度每平方公里114.7人。